# Jynx
Jynx este un gen de păsări din familia ciocănitoarelor, Picidae. Există două specii cunoscute, capîntortură (Jynx torquilla) și capîntortură cu gât roșu (Jynx ruficollis).

## Taxonomie și etimologie
Ciocănitorile sunt o familie veche de păsări formată din patru subfamilii: ciocănitori tipice (Picinae), ciocănitori mici (Picumninae și Sasiinae) și capîntorturi (Jynginae). Secvențierea ADN-ului și analiza filogenetică arată că capîntorturile sunt o cladă soră a altor ciocănitoare, inclusiv Picinae, și probabil s-au separat timpuriu de restul familiei.
Subfamilia Jynginae are un singur gen, Jynx, introdus în 1758 de naturalistul suedez Carl Linnaeus în ediția a 10-a a lucrării sale Systema Naturae. Linnaeus a plasat o singură specie în gen, Jynx torquilla, care este deci specia tip. Denumirea genului Jynx provine din greaca veche, ιυγξ, iunx, pentru capîntortura eurasiatică. În lima română, capîntortură vine de la cap + întort (care este un arhaism pentru „întors”) referindu-se la ușurința cu care pasărea își răsucește capul pentru a-și intimida dușmanul.